# Groot-Luzon

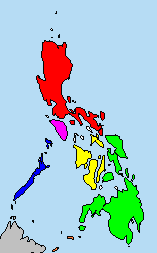
De biogeografische regio's van de Filipijnen, met Groot-Luzon in rood.

Groot-Luzon is een biogeografische regio in de Filipijnen die het eiland Luzon en kleinere omliggende eilanden als Catanduanes, Marinduque en Polillo omvat. Al deze eilanden zijn tijdens het Pleistoceen door de verlaagde zeespiegel verbonden geweest, maar gescheiden gebleven van de overige eilanden. Hierdoor is een groot deel van de fauna in dit gebied endemisch. Groot-Luzon behoort tot de zogenaamde "oceanische Filipijnen", het deel van de archipel dat nooit met het vasteland verbonden is geweest (Groot-Palawan en meer zuidelijke eilanden als Borneo en Sumatra waren in het Pleistoceen een deel van het Aziatische vasteland). Dit gebied kent ook als geheel een grotendeels endemische fauna, en veel soorten of groepen komen zelfs alleen in bepaalde delen van het gebied voor, zoals Groot-Luzon.
Tot de unieke dieren van dit gebied behoren vogels als de dolksteekduif, Rands sluiptimalia, de luzonral en de luzonneushoornvogel, de knaagdiergeslachten Phloeomys, Rhynchomys, Carpomys, Archboldomys, Abditomys en Tryphomys en de vleermuis Otopteropus. Groot-Luzon deelt een aantal soorten, zoals Crocidura grayi, Apomys musculus en Chrotomys mindorensis, met Mindoro.